# Eternità/Bella che balli
Eternità/Bella che balli è il 17° singolo del gruppo musicale italiano I Camaleonti, pubblicato in Italia nel 1970.

## Il disco
La fotografia del gruppo in copertina è di Paolo Gianbarberis, mentre la grafica è curata da Daniele Usellini.
Il disco è rimasto per diverse settimane nella Hit Parade, la classifica dei dischi più venduti in Italia, raggiungendo la seconda posizione e risultando a fine anno il quindicesimo singolo più venduto.

## Brani
Eternità
Scritto da Claudio Cavallaro per la musica e da Giancarlo Bigazzi per il testo, il brano è stato presentato al 20º Festival di Sanremo nelle interpretazioni del complesso e di Ornella Vanoni, piazzandosi al quarto posto. La Vanoni lo incise nel 45 giri Eternità/Sto con lui; nel 2008 la Vanoni lo ha reinterpretato insieme ai Pooh nell'album Più di me.
Sempre nel 1970 il brano venne inciso in spagnolo dal Balletto di Bronzo, ma rimase inedito fino al 1990, quando fu incluso nel 33 giri Il re del castello. Nel 1973 i Camaleonti lo hanno incluso nell'album I magnifici Camaleonti. In seguito è stato cantato in Tutti pazzi per amore da Ricky Memphis e Carlotta Natoli per trattare appunto l'argomento dell'eternità e dell'amore infinito che lega i due personaggi nella fiction (Giampaolo e Monica).
Bella che balli
Il lato B del singolo è stato scritto da Giancarlo Bigazzi per il testo e da Detto Mariano e Claudio Cavallaro per la musica ed inserito nell'album "Le sette stelle dei complessi" (CBS, S 64073).

## Tracce
Lato A
1. Eternità – 3:00 (testo: Giancarlo Bigazzi – musica: Claudio Cavallaro)

Lato B
1. Bella che balli – 3:15 (testo: Giancarlo Bigazzi – musica: Detto Mariano, Claudio Cavallaro)